# Võ Văn Thưởng
Võ Văn Thưởng (sinh ngày 13 tháng 12 năm 1970) là một chính trị gia người Việt Nam. Ông nguyên là Ủy viên Bộ Chính trị, nguyên Chủ tịch nước Cộng hòa xã hội chủ nghĩa Việt Nam, nguyên Trưởng Ban Chỉ Đạo Cải Cách Tư Pháp Trung ương, nguyên Chủ tịch Hội đồng Quốc phòng và An ninh Việt Nam, thống lĩnh các lực lượng vũ trang nhân dân Việt Nam, nguyên Đại biểu Quốc hội Việt Nam khóa XV thuộc đoàn đại biểu Đà Nẵng. Ông là Chủ tịch nước trẻ nhất Việt Nam khi nhậm chức ở tuổi 52, và cũng là Chủ tịch nước tại vị ngắn thứ hai (chỉ sau Tô Lâm) khi chỉ giữ chức hơn 1 năm sau khi Trung ương Đảng đồng ý để ông thôi tất cả chức vụ vì đã vi phạm quy định về những điều đảng viên không được làm và trách nhiệm nêu gương của cán bộ, gây dư luận xấu ảnh hưởng đến uy tín của Đảng và Nhà nước.
Ông nguyên là Bí thư Trung ương Đảng, Thường trực Ban Bí thư khoá XIII, Trưởng Ban Tuyên giáo Trung ương khóa XII; Đại biểu Quốc hội Việt Nam khóa XIV, Phó Bí thư Thường trực Thành ủy Thành phố Hồ Chí Minh; Bí thư Tỉnh ủy Quảng Ngãi; Bí thư thường trực, Bí thư thứ nhất Trung ương Đoàn Thanh niên Cộng sản Hồ Chí Minh, Chủ tịch Hội Liên hiệp Thanh niên Việt Nam; Thành ủy viên, Bí thư Quận ủy 12, Thành phố Hồ Chí Minh; Bí thư Thành Đoàn Thành phố Hồ Chí Minh.
Võ Văn Thưởng là Đảng viên Đảng Cộng sản Việt Nam, học vị Thạc sĩ Triết học, cao cấp lý luận chính trị. Ông là Đại biểu Quốc hội Việt Nam các khoá XII (2007 – 2011), XIV (2016 – 2021), XV (2021 – 2026), Ủy viên Trung ương Đảng Cộng sản Việt Nam từ năm 2011, khóa XI, XII. Ông là chính trị gia có sự nghiệp công tác lâu dài với 20 năm trong lĩnh vực thanh niên Việt Nam.
Võ Văn Thưởng lần đầu tham gia Bộ Chính trị Ban Chấp hành Trung ương Đảng Cộng sản Việt Nam vào năm 2016 sau Đại hội Đảng lần thứ XII, khi đó ông chỉ mới vừa bước sang tuổi 45 trở thành thành viên Bộ Chính trị trẻ nhất lúc bấy giờ. Ông giữ chức vụ Trưởng Ban Tuyên giáo Trung ương từ năm 2016 đến năm 2021. Ông Thưởng tiếp tục tái cử nhiệm kỳ Bộ Chính trị khóa XIII và trở thành Thường trực Ban Bí thư từ năm 2021 đến năm 2023. Ông được cho là cán bộ trẻ tài năng có tiềm năng để kế nhiệm chức vụ Tổng Bí thư của ông Nguyễn Phú Trọng.
Võ Văn Thưởng trở thành Chủ tịch nước thứ 12 của Việt Nam vào ngày 2 tháng 3 năm 2023 sau 1 tháng rưỡi ông Nguyễn Xuân Phúc từ chức do phải chịu trách nhiệm chính trị do cấp dưới của ông Phúc vướng phải hàng loạt bê bối tham nhũng. Ông Thưởng đã để lại nhiều dấu ấn ngoại giao trong nhiệm kỳ của ông như việc nâng cấp quan hệ đối tác chiến lược toàn diện với các quốc gia như: Hoa Kì (trong chuyến thăm Tổng thống Joe Biden đến Việt Nam), Nhật Bản (trong chuyến thăm của ông Thưởng đên Nhật Bản), Úc (trong chuyến thăm của Thủ tướng Phạm Minh Chính đến Úc) hay nâng cấp quan hệ ngoại giao với Tòa thánh Vatican trong chuyến thăm lịch sử của ông gặp Giáo hoàng Phanxicô. Nhưng chỉ 1 năm sau, vào ngày 21 tháng 3 năm 2024, ông Võ Văn Thưởng từ chức sau khi hàng loạt cựu cấp dưới của ông ở tỉnh Quảng Ngãi bị bắt trong đại án tham nhũng Vụ sai phạm tại Tập đoàn Phúc Sơn bị phanh phui.

## Xuất thân và giáo dục
Võ Văn Thưởng sinh ngày 13 tháng 12  năm 1970 tại Hải Dương, nguyên quán ở An Phước, Mang Thít, Vĩnh Long.. Trong chiến tranh Việt Nam, gia đình ông tập kết ra miền Bắc theo Hiệp định Gièneve. Sau năm 1975, gia đình ông trở lại quê hương tại tỉnh Vĩnh Long.
Ông học Trung học cơ sở tại trường trung học cơ sở An Phước  thuộc xã An Phước, huyện Mang Thít, tỉnh Vĩnh Long.
Năm 1988, Võ Văn Thưởng trúng tuyển đại học, theo học chuyên ngành Triết học Marx – Lenin tại Khoa Triết học, Trường Đại học Tổng hợp Thành phố Hồ Chí Minh. Năm 1992, ông tốt nghiệp Cử nhân Triết học Marx – Lenin. Sau đó, ông theo học cao học chuyên ngành Triết học tại Trường Đại học Khoa học Xã hội và Nhân văn - Đại học Quốc gia Thành phố Hồ Chí Minh, nhận bằng Thạc sĩ Triết học năm 1999 với luận văn về đạo đức trong sinh viên, học sinh Thành phố Hồ Chí Minh. Năm 2017, ông được Trường Đại học Khoa học Xã hội và Nhân văn ghi danh vào danh sách 10 gương mặt cựu sinh viên tiêu biểu của nhà trường. Ngày 13 tháng 11 năm 2023, Võ Văn Thưởng đã về thăm lại trường nhân ngày Nhà giáo Việt Nam 20/11. Trong những năm tháng công tác, ông cũng đã tốt nghiệp ngành Quản lý Nhà Nước ngạch chuyên viên tại Học viện Hành chính Quốc gia (Việt Nam).
Ngày 18 tháng 11 năm 1993, ông được kết nạp Đảng Cộng sản Việt Nam, trở thành đảng viên chính thức vào ngày 18 tháng 11 năm 1994. Trong quá trình hoạt động Đảng và Nhà nước, ông theo học các khóa tại Học viện Chính trị Quốc gia Hồ Chí Minh, nhận bằng Cao cấp lý luận chính trị.

## Sự nghiệp chính trị

### Thành phố Hồ Chí Minh
Võ Văn Thưởng dành thời gian dài trong sự nghiệp công tác, hoạt động thanh niên. Năm 1990, khi đang là sinh viên Trường Đại học Tổng hợp Thành phố Hồ Chí Minh, ông là Chủ nhiệm Câu lạc bộ Lý luận trẻ, Bí thư Liên Chi đoàn Khoa Triết học. Năm 1992, năm tốt nghiệp đại học, ông được bầu làm Phó Bí thư Đoàn trường Đại học Tổng hợp Thành phố Hồ Chí Minh. Đến cuối năm 1993, ông được điều chuyển về Thành Đoàn Thành phố Hồ Chí Minh làm Cán bộ, Phó Ban Đại học Chuyên nghiệp. Sau đó, tháng 10 năm 1996, ông được bầu vào Ban Chấp hành, Ban Thường vụ Thành Đoàn, giữ chức Trưởng Ban Đại học chuyên nghiệp Thành Đoàn – Ban phụ trách công tác thanh niên tại các trường Đại học, Cao đẳng, Trung học chuyên nghiệp của Thành phố Hồ Chí Minh, Chủ nhiệm Câu lạc bộ Lý luận trẻ Thành Đoàn Thành phố Hồ Chí Minh.
Tháng 10 năm 1995, ông tiếp tục công tác Thành Đoàn, kiêm nhiệm giữ chức Phó Chủ tịch kiêm Tổng thư ký Hội Sinh viên Thành phố Hồ Chí Minh, cơ quan vừa mới được thành lập, đồng thời là Ủy viên Thư ký Trung ương Hội Sinh viên Việt Nam. Ngày 26 tháng 11 năm 1997, tại Đại hội đại biểu toàn quốc Đoàn Thanh niên, ông được bầu là Ủy viên Ban Chấp hành Trung ương Đoàn khoá VII. Ông được phân công làm Đảng ủy viên, Bí thư Ban cán sự Đoàn Đại học Quốc gia Thành phố Hồ Chí Minh. Đến tháng 1 năm 2000, ông trở thành Chủ tịch Hội Sinh viên Thành phố Hồ Chí Minh nhiệm kỳ thứ hai rồi được bầu làm Phó Chủ tịch Hội Sinh viên Việt Nam. Tháng 5 năm 2001, ông nhậm chức Phó Bí thư Thành Đoàn Thành phố Hồ Chí Minh, phối hợp cùng Bí thư Thành Đoàn Nguyễn Thành Phong.
Tháng 11 năm 2002, ông được bổ nhiệm làm Chủ tịch Hội Liên hiệp Thanh niên Thành phố Hồ Chí Minh. Đến tháng 3 năm 2003, ông là Bí thư Thành Đoàn Thành phố Hồ Chí Minh rồi được bầu vào Thành ủy viên Thành ủy Thành phố Hồ Chí Minh từ tháng 10 năm 2003. Ông giữ chức vụ này cho đến năm 2004, kế nhiệm bởi Tất Thành Cang (đã bị kỷ luật khai trừ khỏi Đảng).

### Trung ương Đoàn

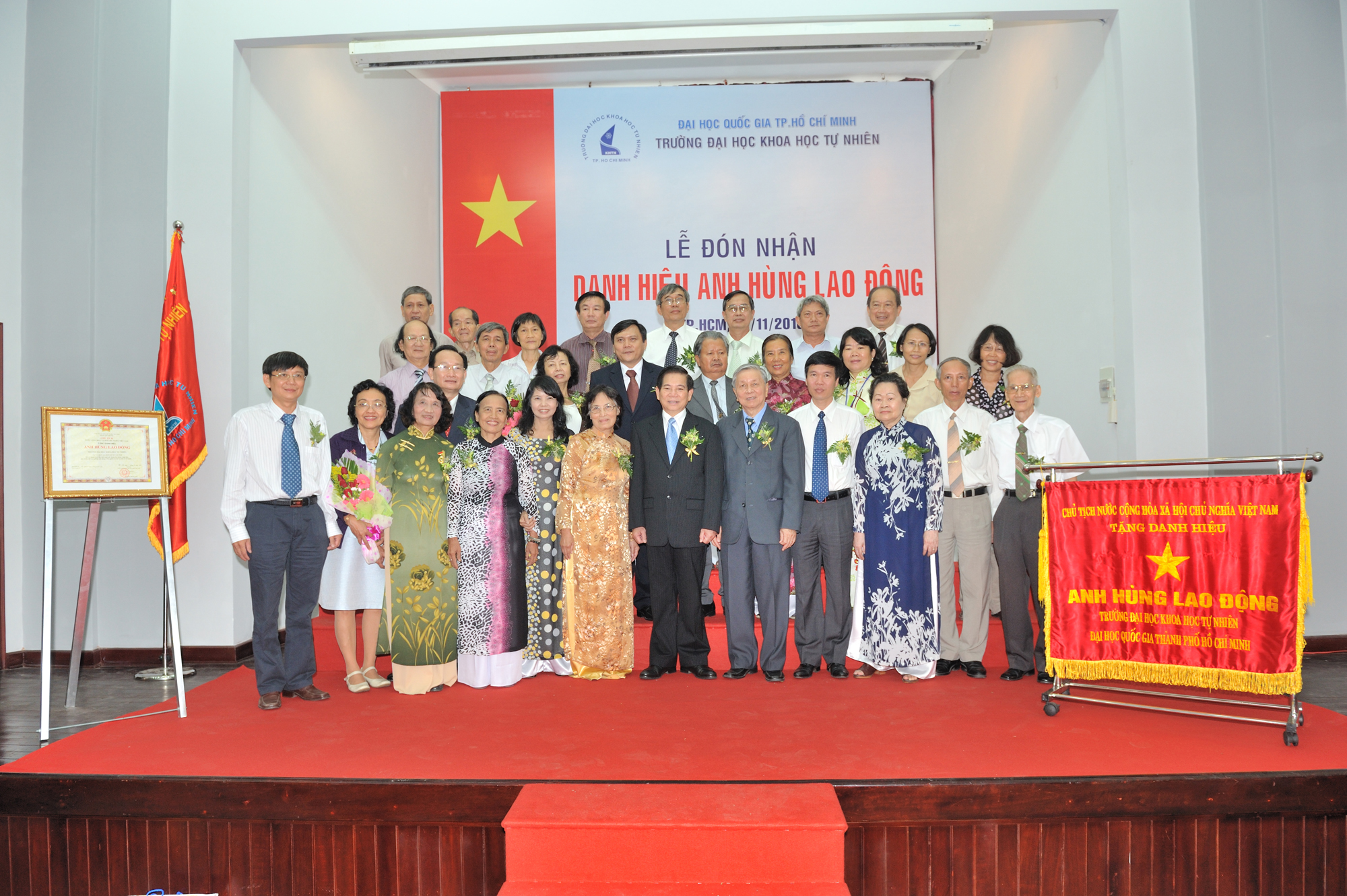
Ông Võ Văn Thưởng năm 2010 (ở hàng dưới, đứng thứ 4 ở bên phải)

Từ ngày 08 đến 11 tháng 12 năm 2002, tại Hà Nội, diễn ra Đại hội đại biểu toàn quốc Đoàn Thanh niên, Võ Văn Thưởng được bầu làm Ủy viên Ban Thường vụ Trung ương Đoàn Thanh niên Cộng sản Hồ Chí Minh. Ngày 24 tháng 4 năm 2006, tại Đại hội đại biểu toàn quốc Đảng Cộng sản Việt Nam, ông được bầu làm Ủy viên dự khuyết Ban Chấp hành Trung ương Đảng Cộng sản Việt Nam khóa X. tháng 9 năm 2006, ông được Bộ Chính trị quyết định phân công giữ chức Bí thư thường trực Trung ương Đoàn Thanh niên Cộng sản Hồ Chí Minh, được bầu làm Bí thư thứ nhất Trung ương Đoàn Thanh niên Cộng sản Hồ Chí Minh, thay thế cho Đào Ngọc Dung (vừa bị kỷ luật khiển trách) do vi phạm quy chế thi tuyển nghiên cứu sinh tại Học viện Hành chính Quốc Gia (Việt Nam).
Tháng 12 năm 2007, ông tiếp tục được bầu làm Bí thư thứ nhất Trung ương Đoàn trong Đại hội Đoàn khóa IX, được bổ nhiệm làm Chủ nhiệm Ủy ban Quốc gia về thanh niên Việt Nam, lãnh đạo thanh niên về cả chính trị lẫn chính quyền. Ngày 29 tháng 2 năm 2008, Hội nghị Ủy ban Trung ương Hội Liên hiệp Thanh niên Việt Nam lần thứ năm, khóa V nhiệm kỳ 2005 – 2010, đã nhất trí bầu Võ Văn Thưởng giữ chức Chủ tịch Hội Liên hiệp Thanh niên Việt Nam khóa V.

### Đại biểu Quốc hội
Võ Văn Thưởng được bầu làm Đại biểu Hội đồng nhân dân Thành phố Hồ Chí Minh khóa VI, nhiệm kỳ 1999 – 2004. Đến tháng 7 năm 2007, ông được bầu làm Đại biểu Quốc hội khóa XII nhiệm kì 2007 – 2011 tại đơn vị bầu cử tỉnh Vĩnh Long. Trong nhiệm kỳ Quốc hội khóa XII, ông là Uỷ viên Uỷ ban Văn hoá, Giáo dục, Thanh niên, Thiếu niên và Nhi đồng của Quốc hội.
Ngày 22 tháng 5 năm 2016, ông trúng cử Đại biểu Quốc hội khóa XIV nhiệm kì 2016 – 2021 đơn vị bầu cử số 01 tỉnh Đồng Nai gồm thành phố Biên Hòa và các huyện: Long Thành, Nhơn Trạch, được 676.517 phiếu, đạt tỷ lệ 68,41% số phiếu hợp lệ, cùng với Phan Thị Mỹ Thanh.

### Công tác Đảng Cộng sản

#### Địa phương
Tháng 12 năm 2004, Võ Văn Thưởng được điều chuyển công tác, thực hiện chủ trương luân chuyển cán bộ của Đảng Cộng sản Việt Nam, ông được điều về làm Bí thư Quận ủy Quận 12, Thành phố Hồ Chí Minh.
Ngày 18 tháng 1 năm 2011, tại Đại hội Đảng Cộng sản Việt Nam XI, Võ Văn Thưởng được bầu làm Ủy viên chính thức Ban Chấp hành Trung ương Đảng Cộng sản Việt Nam khóa XI nhiệm kì 2011 – 2016. Đến tháng 8 năm 2011, ông được Bộ Chính trị phân công giữ chức Bí thư Tỉnh ủy tỉnh Quảng Ngãi. Ông lãnh đạo Quảng Ngãi giai đoạn 2011 – 2014. Ngày 15 tháng 4 năm 2014, ông được Bộ Chính trị quyết định điều chuyển ông tới công tác ở Thành phố Hồ Chí Minh, phân công vào Ban Chấp hành, Ban Thường vụ, giữ chức Phó Bí thư thường trực Thành ủy Thành phố Hồ Chí Minh nhiệm kỳ 2010 – 2015 thay cho Nguyễn Văn Đua, cũng là một nguyên Bí thư Thành Đoàn Thành phố Hồ Chí Minh. Ngày 17 tháng 10 năm 2015, ông được tái cử giữ chức Phó Bí thư thường trực Thành ủy Thành phố Hồ Chí Minh nhiệm kỳ 2015 – 2020, được phân công điều hành công tác Thành ủy Thành phố Hồ Chí Minh.

#### Trung ương Đảng
Ngày 26 tháng 1 năm 2016, Tại Đại hội đại biểu toàn quốc lần thứ XII của Đảng, Võ Văn Thưởng được bầu làm Ủy viên Ban Chấp hành Trung ương Đảng Cộng sản Việt Nam khóa XII. Ngày 27 tháng 1 năm 2016, ông được Ban Chấp hành Trung ương khóa XII bầu vào Bộ Chính trị Trung ương, là Ủy viên Bộ Chính trị khóa XII trẻ nhất, khi 46 tuổi. Ngày 04 tháng 2 năm 2016, ông thôi giữ chức Phó Bí thư thường trực Thành ủy Thành phố Hồ Chí Minh nhiệm kỳ 2015 – 2020, thôi tham gia Ban Chấp hành, Ban Thường vụ Thành ủy, được Bộ Chính trị phân công ông tham gia Ban Bí thư Trung ương Đảng Cộng sản Việt Nam, giữ chức Trưởng Ban Tuyên giáo Trung ương Đảng Cộng sản Việt Nam. Võ Văn Thưởng cũng là Ủy viên Ban Chỉ đạo Trung ương về phòng, chống tham nhũng Đảng Cộng sản Việt Nam khóa XII. Ngày 26 tháng 2 năm 2019, thay mặt Đảng, Nhà nước và Nhân dân Việt Nam, ông đã đón Chủ tịch Triều Tiên Kim Jong-un và phái đoàn Triều Tiên tại ga Đồng Đăng, Lạng Sơn nhân chuyến thăm Việt Nam và tham dự Hội nghị thượng đỉnh Mỹ Triều lần thứ hai của Chủ tịch Kim Jong-un.
Ngày 30 tháng 1 năm 2021, tại phiên bầu cử Đại hội Đảng toàn quốc lần thứ XIII, ông được bầu làm Ủy viên chính thức Ban Chấp hành Trung ương Đảng Cộng sản Việt Nam khoá XIII. Ngày 31, tại phiên họp đầu tiên của Trung ương Đảng khóa XIII, ông được bầu làm Ủy viên Bộ Chính trị Ban Chấp hành Trung ương Đảng Cộng sản Việt Nam khóa XIII.

### Thường trực Ban Bí thư
Ngày 5 tháng 2 năm 2021, tại Quyết định số 01-QĐNS/TW ngày 5 tháng 2 năm 2021, Bộ Chính trị phân công đồng chí Võ Văn Thưởng, Ủy viên Bộ Chính trị giữ chức Thường trực Ban Bí thư Ban Chấp hành Trung ương Đảng Cộng sản Việt Nam khóa XIII và Phó Trưởng ban Chỉ đạo Trung ương về phòng, chống tham nhũng Đảng Cộng sản Việt Nam khóa XIII.
Trong giai đoạn này, Võ Văn Thưởng đảm nhiệm vai trò nhiệm vụ phụ trách, chủ trì công việc hàng ngày của Ban Bí thư, thay mặt Tổng Bí thư khi ông vắng mặt. Phụ trách công vụ của Ban Chấp hành Trung ương, trực tiếp về các địa phương để công tác chỉ đạo hoạt động của Đảng bộ địa phương. Ngoài ra, ông còn phụ trách vấn đề ngoại giao; bao gồm đại diện Trung ương Đảng sang thăm nước ngoài, nhận nhiệm vụ thay mặt Đảng Cộng sản Việt Nam trong một số mối quan hệ với nước ngoài, bao gồm sang thăm một số nước, gặp gỡ trao đổi cùng các chính trị gia tới thăm Việt Nam; tiếp đón một số lãnh đạo nước ngoài sang thăm Việt Nam. Trong năm 2022, ông đã có 2 lần tới Viêng Chăn thăm Lào trong tháng 7 và tháng 11, gặp gỡ Tổng Bí thư, Chủ tịch nước Lào Thongloun Sisoulith, Thủ tướng Chính phủ Lào Phankham Viphavanh, Chủ tịch Quốc hội Saysomphone Phomvihane. Cuối năm 2022, ông sang Campuchia, gặp gỡ Thủ tướng Campuchia Hun Sen và các đoàn đại biểu cấp cao. Trong khuôn khổ chuyến thăm chính thức Trung Quốc của Tổng Bí thư Nguyễn Phú Trọng vào tháng 11 năm 2022, Thường trực Ban Bí thư Võ Văn Thưởng đã có cuộc hội đàm trực tuyến với ông Thái Kỳ, Ủy viên Thường vụ Bộ Chính trị, Bí thư Ban Bí thư Trung ương Đảng Cộng sản Trung Quốc, Bí thư Thành ủy Bắc Kinh.
Ngày 3 tháng 11 năm 2021, ông Thưởng ký ban hành "Quy định số 41-QĐ/TW ngày 03/11/2021 của Bộ Chính trị về việc miễn nhiệm, từ chức đối với cán bộ" áp dụng với các lãnh đạo "chịu trách nhiệm chính trị" hoặc "chịu trách nhiệm của người đứng đầu" khi cấp dưới xảy ra sai phạm. Quy định này đã được thực hiện đối với trường hợp của 5 Ủy viên Bộ Chính trị, thôi giữ các chức vụ trong Đảng và Nhà nước để chịu trách nhiệm do xảy ra sai phạm của cấp dưới (trong đó có cả ông Thưởng).
Ngày 6 tháng 3 năm 2023, tại Trụ sở Trung ương Đảng, Bộ Chính trị đã họp để xem xét về công tác cán bộ. Phân công bà Trương Thị Mai, Ủy viên Bộ Chính trị, Bí thư Trung ương Đảng, Trưởng Ban Tổ chức Trung ương giữ chức Thường trực Ban Bí thư khóa XIII thay ông Thưởng.

### Giới thiệu làm Chủ tịch nước
Tại kỳ họp bất thường của BCH Trung ương Đảng vào ngày 1 tháng 3 năm 2023, ông được giới thiệu làm Chủ tịch nước kế nhiệm ông Nguyễn Xuân Phúc sau khi ông Phúc xin từ chức để chịu trách nhiệm chính trị. Sau khi ông Phúc từ chức, ông Thưởng được coi là một trong những ứng viên sáng giá cho chức Chủ tịch nước.

## Chủ tịch nước (2023 – 2024)

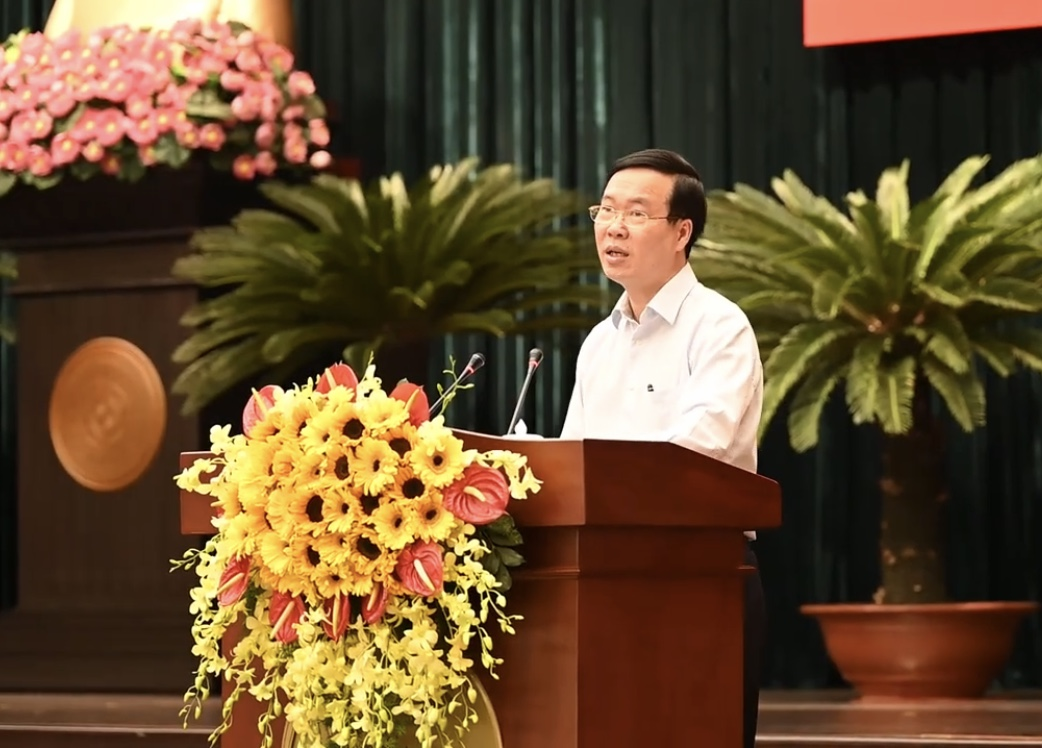
Võ Văn Thưởng tại Hội nghị tổng kết 10 năm thực hiện Nghị quyết Trung ương 8 khóa XI về chiến lược bảo vệ Tổ quốc

Vào lúc 10 giờ sáng, ngày 2 tháng 3 năm 2023, sau khi Quốc hội với 488 Đại biểu tham gia biểu quyết với 487 phiếu tán thành và 1 phiếu không tán thành, Võ Văn Thưởng tuyên thệ nhậm chức Chủ tịch nước, ông đồng thời kiêm các chức vụ bắt buộc khác. Ông là người trẻ nhất giữ chức vụ này. Ông sau đó đã có cuộc gặp với cán bộ Văn phòng Chủ tịch nước vào chiều cùng ngày sau khi nhậm chức.

### Đối nội

#### Lệnh của Chủ tịch nước
- Lệnh công bố pháp lệnh Xử phạt vi phạm hành chính trong lĩnh vực kiểm toán nhà nước.[37]
- Lệnh về việc công bố 8 Luật đã được Quốc hội khóa XV thông qua tại Kỳ họp thứ 5: Luật giá; Luật phòng thủ dân sự; Luật hợp tác xã; Luật bảo vệ quyền lợi người tiêu dùng; Luật sửa đổi và bổ sung một số điều của luật công an nhân dân; Luật Giao dịch điện tử; Luật đấu thầu; Luật sửa đổi, bổ sung một số điều của luật xuất cảnh, nhập cảnh của công dân Việt Nam và luật Nhập cảnh, xuất cảnh, quá cảnh, cư trú của người nước ngoài tại Việt Nam.[38]

#### Tòa án
Ngày 27 tháng 3 năm 2023, ông đã có buổi làm việc với lãnh đạo Tòa án nhân dân tối cao. Ông nhấn mạnh xây dựng chế định tố tụng tư pháp lấy xét xử là trung tâm, tranh tụng là đột phá: "Dù khoa học - công nghệ có phát triển đến đâu thì cũng không thể thay thế được bản lĩnh, khối óc, trái tim của người thẩm phán, hội thẩm nhân dân trong quá trình xét xử, bởi đối tượng xét xử của tòa án là con người", ông nói. Ngày 14 tháng 7 năm 2023, Võ Văn Thưởng đã bổ nhiệm Nguyễn Hồng Nam làm Thẩm phán Tòa án nhân dân tối cao.

#### Hội chữ thập đỏ Việt Nam

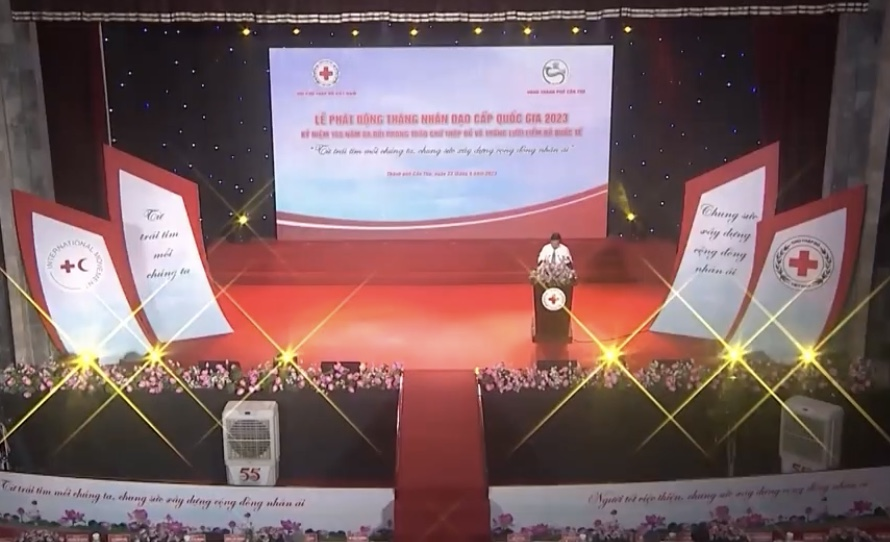
Võ Văn Thưởng phát biểu tại lễ phát động tháng nhân đạo năm 2023

Ngày 23 tháng 4 năm 2023, Chủ tịch nước Võ Văn Thưởng đã truyền đi thông điệp: "Chúng ta hãy gắn kết với nhau bằng yêu thương và lòng nhân ái, cùng nhau xây dựng một cộng đồng đoàn kết, một xã hội tiến bộ văn minh, chan chứa tình người" trong lễ phát động Tháng nhân đạo quốc gia năm 2023. Cùng ngày, ông được phân công làm Chủ tịch danh dự Hội chữ thập đỏ Việt Nam.

#### Các hoạt động khác
Ngày 15 tháng 6 năm 2023, ông đã được Bộ Chính trị chỉ định vào Ban Thường vụ Đảng ủy Công an Trung ương. Ngày 3 tháng 7 năm 2023, ông đã được Bộ Chính trị chỉ định tham gia Ban Thường vụ Quân ủy Trung ương. Ngày 7 tháng 8 năm 2023, Võ Văn Thưởng đã thăm Hội đồng Giám mục Việt Nam sau chuyến công du đến Vatican. Trong lần lấy phiếu tín nhiệm đối với các chức danh do Quốc hội bầu trong khoá XV, thì Chủ tịch nước Võ Văn Thưởng không nằm trong diện lấy phiếu tín nhiệm, theo Trưởng Ban Công tác đại biểu Nguyễn Thị Thanh, những chức danh được bầu và phê chuẩn từ ngày 1 tháng 1 năm 2023 sẽ không thuộc diện lấy phiếu tín nhiệm.

### Đối ngoại

#### Năm 2023

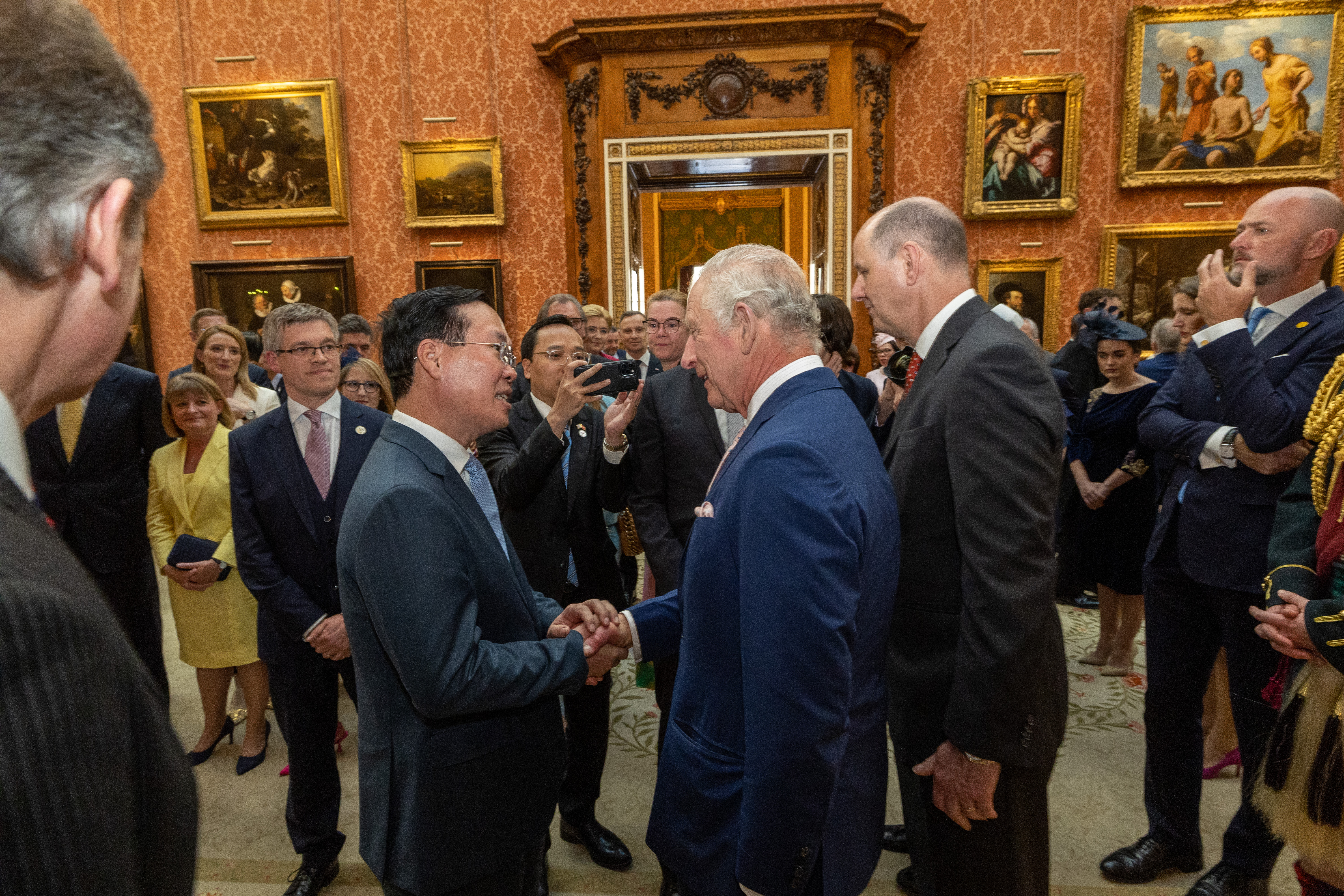
Chủ tịch nước Võ Văn Thưởng gặp Quốc vương Charles III trước ngày lễ đăng quang

Vào chiều ngày 4 tháng 3, Chủ tịch nước Võ Văn Thưởng đã có buổi đón tiếp Phó Thủ tướng, Bộ trưởng Nội vụ Vương quốc Campuchia Samdech Krolahom Sar Kheng. Đây là hoạt động ngoại giao đầu tiên sau khi ông làm Chủ tịch nước.
Ngày 3 tháng 4 năm 2023, Toàn quyền Úc David Hurley và phu nhân đã có chuyến thăm đến Việt Nam theo lời mời của Chủ tịch nước Võ Văn Thưởng, chuyến thăm của ông David Hurley là chuyến thăm cấp Nhà nước đầu tiên của một nguyên thủ nước ngoài tới Việt Nam trong năm 2023 và là quốc khách đầu tiên mà Chủ tịch nước Võ Văn Thưởng đón tiếp trên cương vị mới. Chuyến thăm của Toàn quyền Úc đúng vào dịp 2 nước kỷ niệm 50 năm thiết lập quan hệ ngoại giao.

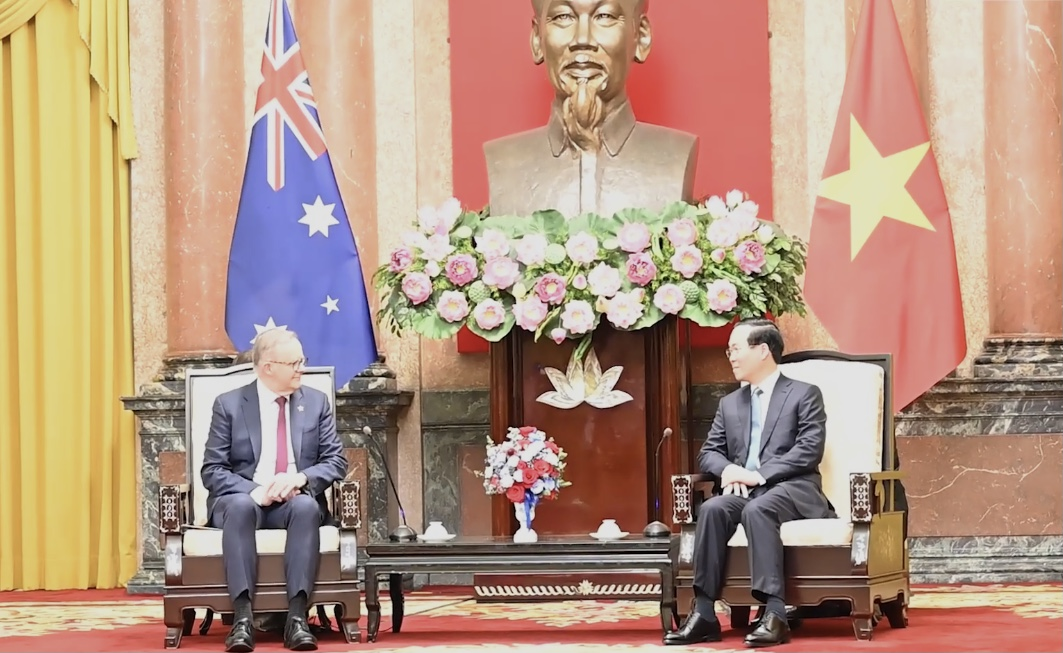
Chủ tịch nước Võ Văn Thưởng và Thủ tướng Úc Anthony Albanese

Ngày 10 tháng 4, Võ Văn Thưởng thực hiện chuyến công du đầu tiên đến Lào từ ngày 10 đến ngày 11 tháng 4, theo lời mời của Tổng Bí thư Ban chấp hành Trung ương Đảng Nhân dân Cách mạng Lào, Chủ tịch nước Cộng hòa Dân chủ Nhân dân Lào Thongloun Sisoulith. Đây là chuyến công du ra nước ngoài đầu tiên của ông. Trong chuyến thăm chỉ có 30 tiếng đồng hồ, ông đã tặng 1 triệu USD của Đảng, Nhà nước và nhân dân Việt Nam tặng Đảng, Nhà nước và nhân dân Lào, Chủ tịch nước Võ Văn Thưởng khẳng định Việt Nam sẽ luôn ủng hộ Lào và hợp tác trên các lĩnh vực khác nhau.
Ngày 4 tháng 5, Võ Văn Thưởng đã công du đến Vương quốc Anh để dự lễ đăng quang của Quốc vương Charles III vào ngày 6 tháng 5 năm 2023. Ngày 22 tháng 5, Chủ tịch nước Võ Văn Thưởng đã gặp mặt Phó Chủ tịch Hội đồng An ninh Liên bang Nga Dmitry Medvedev.
Ngày 4 tháng 6, ông Thưởng đã gặp Thủ tướng Úc Anthony Albanese, tại cuộc gặp ông đã đề nghị Úc tạo điều kiện thuận lợi cho cộng đồng người Việt tại Australia duy trì tiếng Việt, truyền thống, văn hóa Việt và các học sinh, sinh viên Việt Nam tiếp cận thủ tục visa và du học thuận lợi, mở thêm phân hiệu các trường đại học lớn tại Việt Nam, Chủ tịch nước Võ Văn Thưởng đã ân xá hai tù nhân người Úc gốc Việt bị tuyên án tử trong chuyến thăm này của Thủ tướng Anthony Albanese.

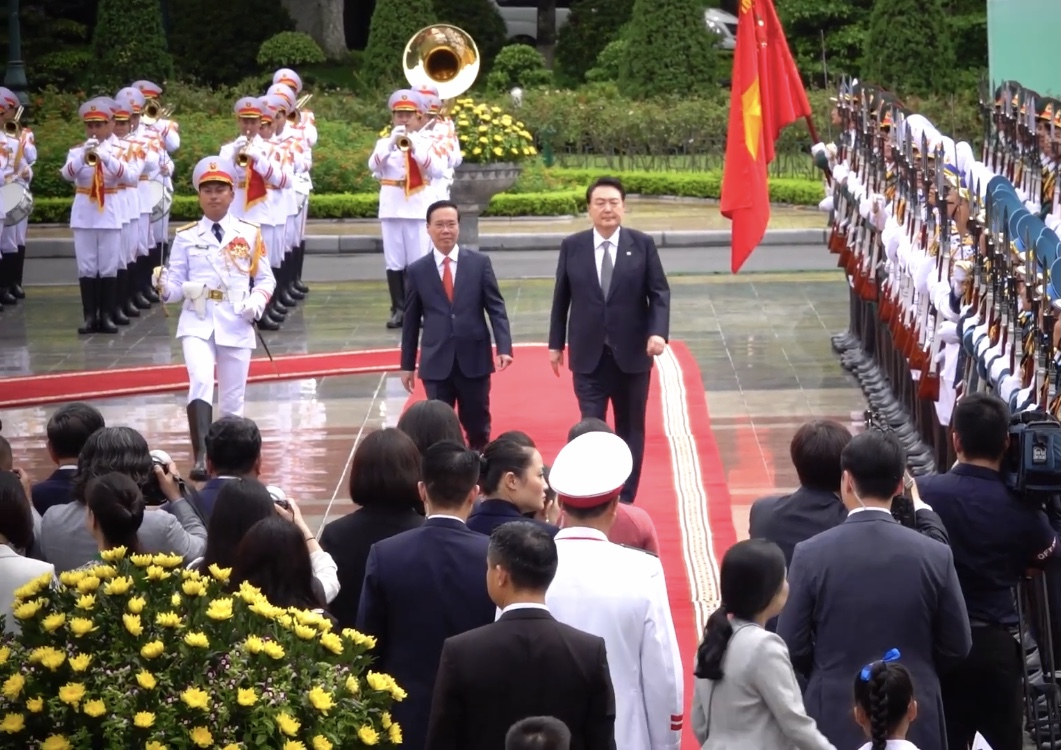
Chủ tịch nước Võ Văn Thưởng và Tổng thống Hàn Quốc Yoon Suk-yeol

Ngày 19 tháng 6, Chánh án Toà án tối cao Liên bang Nga Lebedev Vyacheslav Mikhailovich đã gửi thư của Tổng thống Nga Vladimir Putin đến Võ Văn Thưởng, ông Võ Văn Thưởng khẳng định Việt Nam luôn coi trọng quan hệ Đối tác chiến lược toàn diện với Nga, coi đây là đối tác ưu tiên hàng đầu.
Ngày 22 tháng 6, theo lời mời của Chủ tịch nước Võ Văn Thưởng, Tổng thống Hàn Quốc Yoon Suk-yeol và phu nhân đã thăm Việt Nam. Đây là chuyến công du đầu tiên tới Việt Nam của ông Yoon và Việt Nam cũng là nước Đông Nam Á đầu tiên mà ông Yoon đến thăm. Chuyến thăm mang nhiều dấu ấn đặc biệt trong năm đầu tiên hai nước triển khai quan hệ Đối tác Chiến lược toàn diện. Tháp tùng ông Yoon Suk-yeol sang thăm Việt Nam có 205 doanh nghiệp Hàn Quốc khẳng định Việt Nam là điểm đến hấp dẫn của đầu tư nước ngoài. Các doanh nghiệp này thuộc nhiều lĩnh vực như phân phối, tài chính, luật, y tế, công nghệ thông tin, lĩnh vực dịch vụ. Tham gia đoàn tháp tùng có chủ tịch của 5 tập đoàn hàng đầu Hàn Quốc gồm Samsung Electronics, SK, Hyundai Motor, LG và Lotte.
Trong chuyến thăm tới ba nước là Áo, Italy còn gọi là Ý và Tòa thánh Vatican, thì Nghị viện Italy đã thông qua Hiệp định Bảo hộ đầu tư Việt Nam - EU (EVIPA) trong thời điểm ông Thưởng đến thăm nước này, hai bên đã ra Tuyên bố chung về tăng cường quan hệ Đối tác chiến lược Việt Nam - Italy. Trong chuyến thăm, Chủ tịch nước Võ Văn Thưởng đã gặp gỡ đại diện cộng đồng người Việt tại Áo, Italy và châu Âu.

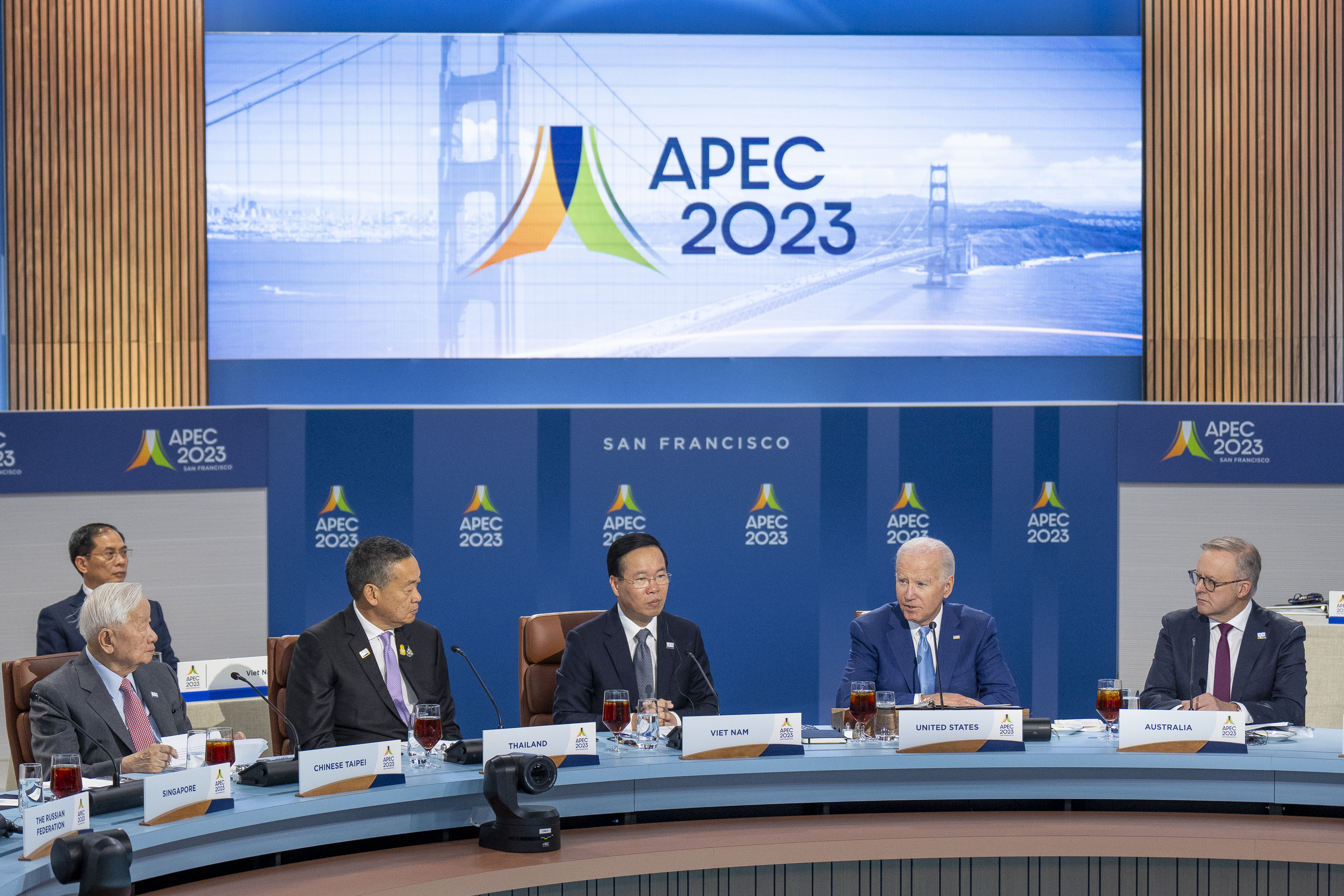
Chủ tịch nước Võ Văn Thưởng (giữa) tại Diễn đàn APEC 2023 tại Hoa Kỳ, tháng 11 năm 2023

Ngày 10 tháng 9 năm 2023, Tổng thống Joe Biden đã có chuyến thăm đầu tiên đến Việt Nam, nhưng ông Thưởng đã không chủ trì lễ đón ông Biden mà thay vào đó là Tổng Bí thư Nguyễn Phú Trọng. Ngày 11 tháng 9, tại buổi gặp mặt ông Joe Biden Chủ tịch nước Võ Văn Thưởng đã tặng cuốn sách mang tên "Một con người, một con đường và một lịch sử: HỒ CHÍ MINH – THƯ GỬI NƯỚC MỸ" do Nhà xuất bản Hội Nhà văn ấn hành. Võ Văn Thưởng sau đó đã tham dự Diễn đàn Vành đai và Con đường lần ba tại Trung Quốc và Hội nghị APEC 2023 tại Hoa Kỳ, ông đã có bài phát biểu và gặp lãnh đạo các nước, doanh nghiệp khác nhau.

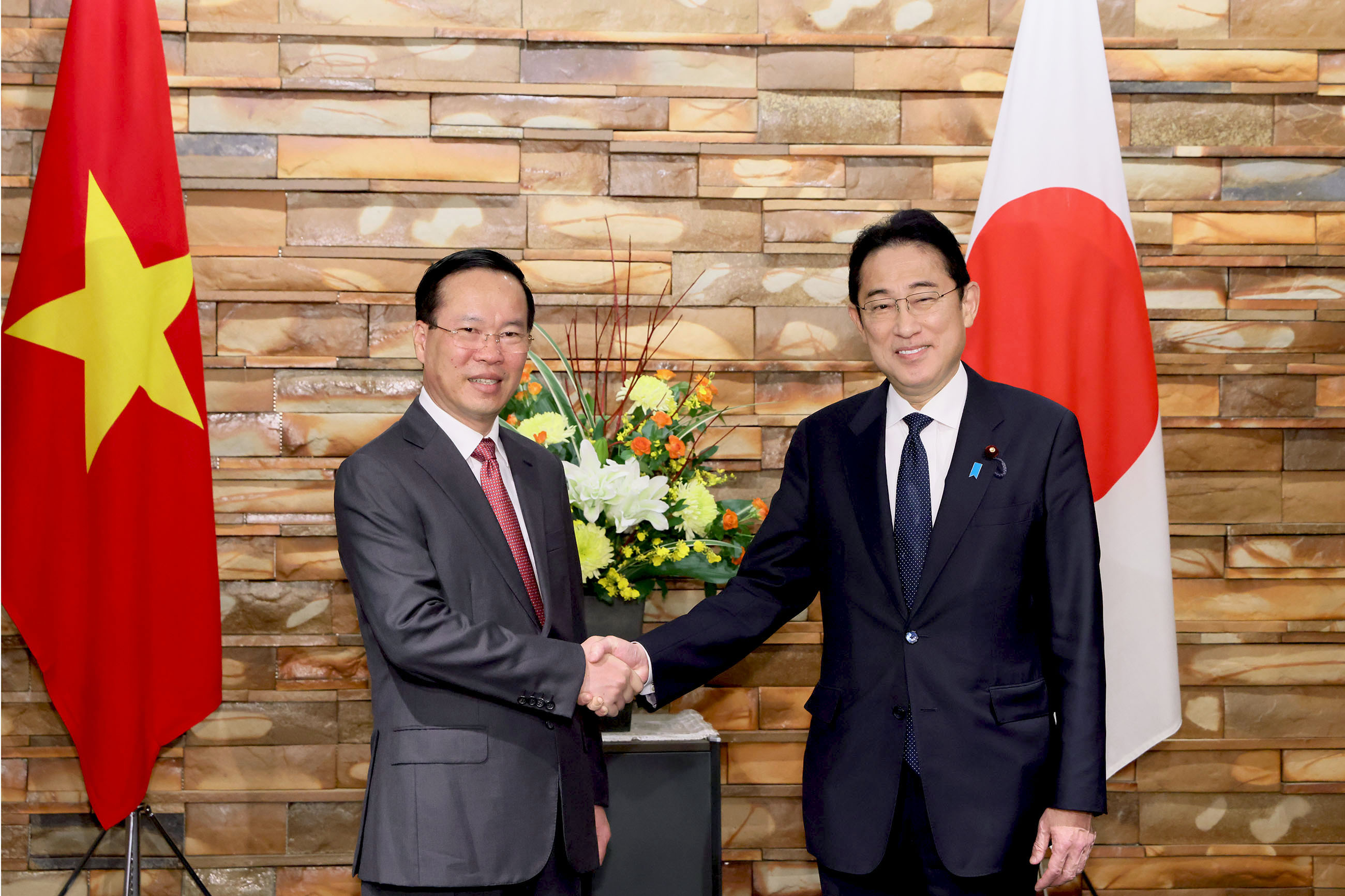
Thủ tướng Nhật Bản Kishida Fumio đón Chủ tịch nước Võ Văn Thưởng sang thăm Nhật Bản, tháng 11 năm 2023

Ngày 27 tháng 11 năm 2023, ông thực hiện chuyến công du đến Nhật Bản trong 4 ngày theo lời mời của Thiên hoàng Naruhito gặp mặt Thủ tướng Nhật Bản Kishida Fumio Hai nhà lãnh đạo thống nhất cùng ra Tuyên bố chung về nâng cấp quan hệ hai nước lên Đối tác Chiến lược toàn diện vì hòa bình và thịnh vượng tại châu Á và trên thế giới. Tuyên bố chung khẳng định mong muốn của hai nước cùng thúc đẩy quan hệ hợp tác trên mọi lĩnh vực lên tầm cao mới và mở rộng sang những lĩnh vực hợp tác mới. Qua đó, Nhật Bản trở thành quốc gia thứ 6 thiết lập quan hệ Đối tác Chiến lược toàn diện với Việt Nam. Hai nhà lãnh đạo nhấn mạnh các nguyên tắc nền tảng định hướng quan hệ Việt Nam - Nhật Bản, bao gồm tôn trọng Hiến chương Liên Hiệp Quốc, tuân thủ luật pháp quốc tế và tôn trọng thể chế chính trị, độc lập, chủ quyền và toàn vẹn lãnh thổ của mỗi nước. Việt Nam và Nhật Bản thống nhất tiếp tục thực hiện hiệu quả các cơ chế đối thoại song phương,tăng cường hợp tác thực chất, hiệu quả trong lĩnh vực quốc phòng, nhất trí đẩy mạnh hợp tác về an toàn và an ninh trên biển thông qua việc tăng cường các hoạt động hợp tác, bao gồm huấn luyện chung, chia sẻ thông tin và nâng cao năng lực của lực lượng cảnh sát biển hai nước. Hai nhà lãnh đạo khẳng định tầm quan trọng của hợp tác để đảm bảo an ninh kinh tế. Nhật Bản tái khẳng định tiếp tục hỗ trợ Việt Nam xây dựng nền kinh tế độc lập, tự chủ, hội nhập quốc tế sâu rộng, thực hiện công nghiệp hóa, hiện đại hóa với mục tiêu trở thành nước phát triển vào năm 2045. Hai nhà lãnh đạo cũng tái khẳng định cam kết đẩy mạnh các nỗ lực nhằm giải quyết các khó khăn còn tồn đọng trong quá trình thực hiện các dự án ODA của Nhật Bản.
Sáng 13 tháng 12 năm 2023, ông cũng đã có cuộc hội đàm với Tổng Bí thư, Chủ tịch nước Trung Quốc Tập Cận Bình trong chuyến thăm Việt Nam của ông Tập. Hai nhà lãnh đạo nhấn mạnh về thành công của cuộc hội đàm giữa Tổng Bí thư Nguyễn Phú Trọng và ông Tập với nhiều nhận thức chung quan trọng, định vị mới của quan hệ Việt - Trung và 6 trụ cột hợp tác được hai Tổng Bí thư xác lập đã chỉ rõ phương hướng, mở ra giai đoạn hợp tác tốt đẹp giữa hai Đảng, hai nước trong thời kỳ mới.

#### Năm 2024

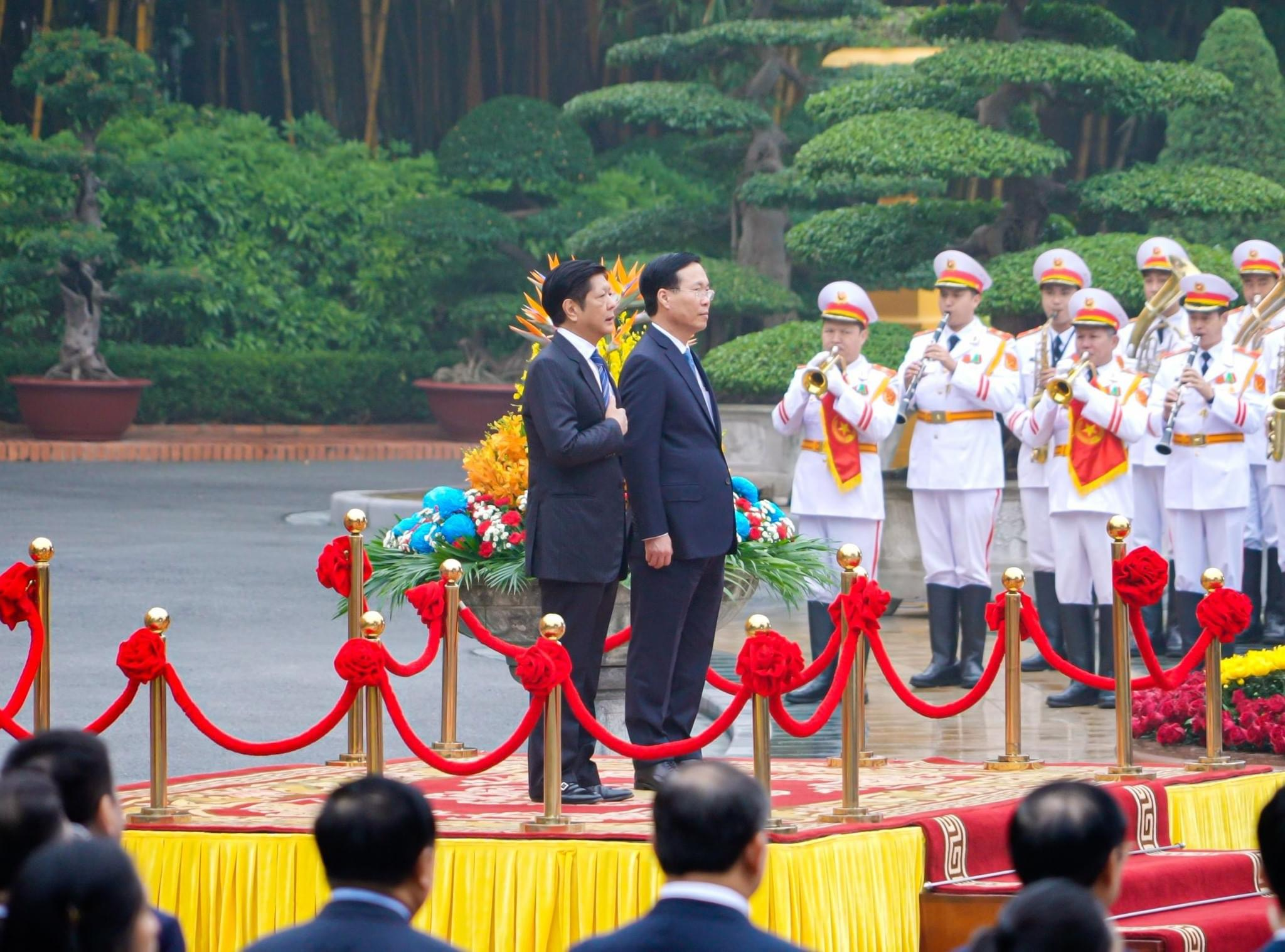
Chủ tịch nước Võ Văn Thưởng đón Tổng thống Philippines Ferdinand Romualdez Marcos Jr., tháng 1 năm 2024

Các hoạt động đối ngoại đầu tiên của ông là đón tiếp Phó Thủ tướng Campuchia Neth Savoeun, Thủ tướng Lào Sonexay Siphandone và Chủ tịch Quốc hội Bulgaria Rossen Dimitrov Jeliazkov.. Võ Văn Thưởng sau đó đã bổ nhiệm 18 đại sứ mới.
Trong buổi sáng ngày 30 tháng 1 năm 2024, trước kì nghỉ Tết Nguyên đán, Võ Văn Thưởng đã đón tiếp Tổng thống Philippines Ferdinand Romualdez Marcos Jr. thăm chính thức Việt Nam. Tại cuộc hội đàm, Chủ tịch nước Võ Văn Thưởng nhiệt liệt chào mừng ông Ferdinand Romualdez Marcos Jr. lần đầu tiên thăm cấp Nhà nước tới Việt Nam trên cương vị Tổng thống Philippines; nhấn mạnh chuyến thăm có ý nghĩa quan trọng, góp phần tạo xung lực mới đưa hệ Đối tác chiến lược Việt Nam - Philippines ngày càng phát triển mạnh mẽ, nhất là trong bối cảnh hai nước hướng tới kỷ niệm 10 năm quan hệ Đối tác chiến lược năm 2025 và 50 năm quan hệ ngoại giao năm 2026; đồng thời, chúc mừng những thành tựu phát triển kinh tế - xã hội của Philippines, nổi bật là việc Philippines trở thành một trong những nền kinh tế tăng trưởng nhanh nhất khu vực.

#### Danh sách các chuyến công du quốc tế
| Quốc gia       | Ngày            | Ghi chú |
| -------------- | --------------- | --- |
| Lào            | 10-11/4/2023    | Chuyến thăm diễn ra vào thời điểm Lào đang chuẩn bị đón Tết cổ truyền Bun Pi May. |
| Vương quốc Anh | 4-6/5/2023      | Tham dự lễ đăng quang Quốc vương Anh Charles III. |
| Áo             | 23-25/7/2023    | Thăm chính thức theo lời mời của Tổng thống Áo Alexander Van der Belle. Ông còn có buổi làm việc với Cơ quan Năng lượng Nguyên tử Quốc tế.                                                 |
| Italia         | 25-28/7/2023    | Thăm cấp nhà nước theo lời mời của Tổng thống Italia Sergio Mattarella. |
| Vatican        | 25-28/7/2023    | Thăm Tòa thánh theo lời mời của Giáo hoàng Francis. |
| Trung Quốc     | 17-20/10/2023   | Tham dự BRI lần 3. |
| Hoa Kỳ         | 14-17/11/2023   | Tham dự Hội nghị cấp cao APEC. |
| Nhật Bản       | 27 - 30/11/2023 | Thăm cấp nhà nước theo lời mời của Thiên hoàng Nhật Bản Naruhito, ông đã có bài phát biểu tại Quốc hội Nhật Bản. Nhân chuyến thăm này của ông quan hệ 2 nước đã nâng cấp lên mức cao nhất. |

### Từ chức
Ngày 19 tháng 3 năm 2024, nhận lời mời của Chủ tịch nước Võ Văn Thưởng, Vua Willem-Alexander và Hoàng hậu Hà Lan sẽ lên đường thăm Việt Nam và có buổi hội kiến với ông Thưởng. Tuy nhiên, ngày 15 tháng 3 năm 2024, Nhà vua đã đột ngột hoãn chuyến đi vì lý do những lý do rất cấp bách trong nội bộ Việt Nam. Vua Willem-Alexander đã nói rằng ông thật sự rất lấy làm tiếc và tôn trọng quyết định của Việt Nam. Điều này đã làm dậy sóng dự luận về việc ông Võ Văn Thưởng có thể từ chức cộng thêm việc hàng loạt quan chức tỉnh Quảng Ngãi, Vĩnh Phúc là 2 nơi ông từng công tác và các quan chức ở tỉnh Vĩnh Long, quê hương của ông bị bắt giữ do các sai phạm tham nhũng trong Vụ sai phạm tại Tập đoàn Phúc Sơn. Ngoài ra, ông Thưởng còn từng là đảng viên cao cấp tại Thành phố Hồ Chí Minh, nơi đang xét xử vụ án sai phạm nghiêm trọng tại Vạn Thịnh Phát – vụ lừa đảo tài chính lớn nhất Việt Nam do bà Trương Mỹ Lan cầm đầu.
Ngày 20 tháng 3 năm 2024, tại Trụ sở Trung ương Đảng, Ban Chấp hành Trung ương Đảng khoá XIII đã họp xem xét, cho ý kiến về việc cho thôi giữ các chức vụ, nghỉ công tác đối với ông Võ Văn Thưởng.
Theo báo cáo của Uỷ ban Kiểm tra Trung ương và các cơ quan chức năng, ông Võ Văn Thưởng đã vi phạm Quy định về những điều đảng viên không được làm, Quy định về trách nhiệm nêu gương của cán bộ, đảng viên, trước hết là Uỷ viên Bộ Chính trị, Uỷ viên Ban Bí thư, Uỷ viên Ban Chấp hành Trung ương Đảng và chịu trách nhiệm người đứng đầu theo các quy định của Đảng và pháp luật của Nhà nước. Những vi phạm, khuyết điểm của ông Võ Văn Thưởng đã gây dư luận xấu, làm ảnh hưởng đến uy tín của Đảng, Nhà nước và cá nhân ông.
Nhận thức rõ trách nhiệm trước Đảng, Nhà nước và Nhân dân, ông Võ Văn Thưởng đã có đơn xin thôi giữ các chức vụ được phân công và nghỉ công tác. Sáng ngày 21 tháng 3 năm 2024, Chủ tịch Quốc hội Vương Đình Huệ chủ trì kỳ họp bất thường lần thứ 6 của Quốc hội khóa 15 để xem xét công tác nhân sự thuộc thẩm quyền của Quốc hội và Quốc hội đã thông qua Nghị quyết miễn nhiệm chức Chủ tịch nước nhiệm kỳ 2021-2026 và cho thôi làm nhiệm vụ Đại biểu Quốc hội khoá 15.

## Kỷ luật
Tại Hội nghị lần thứ 12 Ban Chấp hành Trung ương Đảng Cộng sản Việt Nam khóa XIII, ông Võ Văn Thưởng đã bị cách tất cả các chức vụ trong Đảng. Trước đó, vào ngày 22 tháng 11 năm 2024, ông Võ Văn Thưởng đã bị Trung ương Đảng Cộng sản Việt Nam kết luận trong thời gian giữ cương vị Uỷ viên Trung ương Đảng, Bí thư Tỉnh uỷ Quảng Ngãi nhiệm kỳ 2010 - 2015, Uỷ viên Bộ Chính trị, Trưởng Ban Tuyên giáo Trung ương, Thường trực Ban Bí thư, Chủ tịch nước đã vi phạm quy định của Đảng, Nhà nước trong thực hiện chức trách, nhiệm vụ được giao, trong phòng, chống tham nhũng, tiêu cực; vi phạm quy định những điều đảng viên không được làm và trách nhiệm nêu gương; gây hậu quả nghiêm trọng, dư luận xấu, ảnh hưởng đến uy tín của Đảng và Nhà nước; song chưa xem xét kỷ luật vì đang điều trị bệnh tại thời điểm này.

## Quan điểm
Ngày 18 tháng 5 năm 2017, nói về việc Ban Bí thư đang xem xét việc tổ chức trao đổi và đối thoại với những cá nhân có ý kiến và quan điểm khác với Đảng Cộng sản, Võ Văn Thưởng cho biết, lực lượng Đảng không sợ đối thoại, không sợ tranh luận, bởi vì sự phát triển của mỗi lý luận và của học thuyết cách mạng nào rồi cũng phải dựa trên sự cọ xát và tranh luận.
Về quan điểm tranh luận Dự án đặc khu kinh tế Việt Nam, Võ Văn Thưởng cho rằng dự thảo Luật đặc khu đã bị một số nguồn tin trên mạng diễn đạt theo hướng bán đất cho nước ngoài trong 99 năm, không đúng với bản chất vấn đề. Về quan điểm thế lực thù địch, ông cho rằng thế lực này gồm ba nhóm, gồm: những người nghiên cứu lý luận thực tiễn ở các nước trong cuộc đấu tranh chính trị giữa chủ nghĩa xã hội và chủ nghĩa tư bản; lực lượng cực đoan người Việt ở nước ngoài kết hợp với số chống đối, bất mãn trong nước; và cán bộ, đảng viên, kể cả những đảng viên từng giữ chức vụ trung cao cấp trong bộ máy, hệ thống chính trị của Đảng, có sự suy thoái về tư tưởng chính trị, tự diễn biến, tự chuyển hóa. Về hoạt động nghiên cứu triết học, ông mong muốn Việt Nam có những triết gia tầm cỡ nhưng đồng thời những người nghiên cứu triết học tại Việt Nam phải "làm sáng tỏ vai trò của triết học Marx – Lenin và tư tưởng Hồ Chí Minh với tính cách là bộ phận cấu thành quan trọng trong nền tảng tư tưởng của Đảng". Cũng theo ông Thưởng: "...đến năm 2045, khi nước ta trở thành nước phát triển, có thu nhập cao thì chúng ta sẽ có một hệ thống lý luận hoàn chỉnh, khoa học và hiện đại về chủ nghĩa xã hội và con đường đi lên chủ nghĩa xã hội của Việt Nam".
Ngày 29 tháng 12 năm 2022, một ngày trước khi hai Phó thủ tướng là Phạm Bình Minh và Vũ Đức Đam nộp đơn xin từ chức, Ban Tổ chức Trung ương tổ chức Hội nghị toàn quốc tổng kết công tác tổ chức xây dựng Đảng năm 2022, triển khai nhiệm vụ năm 2023, trực tuyến tại 65 điểm cầu trên cả nước. Tại Hội nghị, Thường trực Ban Bí thư Võ Văn Thưởng cho rằng: "không có nước nào đưa chuyện từ chức thành văn hóa cả", do đó, cần có sức ép trong Đảng để cán bộ có vi phạm phải từ chức.
Tại đây, ông Thưởng cũng nhấn mạnh yêu cầu triển khai thực hiện tốt công tác xây dựng, chỉnh đốn Đảng và hệ thống chính trị, kiên quyết đấu tranh xử lý nghiêm các biểu hiện suy thoái về tư tưởng chính trị, đạo đức, lối sống, tự diễn biến, tự chuyển hóa trong nội bộ. Tích cực đấu tranh phòng, chống tham nhũng, tiêu cực, chống chủ nghĩa cá nhân, cơ hội, vụ lợi, lợi ích nhóm, quan liêu, xa dân, vô cảm trước khó khăn, bức xúc của dân. Đồng thời, nêu cao vai trò nêu gương của cán bộ, đảng viên, nhất là người đứng đầu, góp phần tăng cường niềm tin của dân đối với Đảng, với Nhà nước và chế độ.

## Khen thưởng
- Huy chương vì thế hệ trẻ
- Huân chương Lao động hạng Ba
- Huy hiệu 30 năm tuổi Đảng

## Cuộc sống gia đình
Võ Văn Thưởng có vợ là bà Phan Thị Thanh Tâm. Hai người kết hôn vào ngày 13 tháng 12 năm 1998.

## Hoạt động Đại biểu Quốc hội
| Ngày đắc cử         | Quốc hội khóa | Nơi ứng cử/Đoàn Đại biểu               | Đảng phái              | Tỉ lệ   | Nghề nghiệp, chức vụ | Tuổi thắng cử | Ghi chú                                                                 |
| ------------------- | ------------- | -------------------------------------- | ---------------------- | ------- | --- | ------------- | ----------------------------------------------------------------------- |
| 20 tháng 5 năm 2007 | Khóa XII      | tỉnh Vĩnh Long                         | Đảng Cộng sản Việt Nam | 66,73 % | Uỷ viên Uỷ ban Văn hoá, Giáo dục, Thanh niên, Thiếu niên và Nhi đồng của Quốc hội; Ủy viên dự khuyết Trung ương Đảng, Bí thư thứ nhất Ban Chấp hành Trung ương Đoàn TNCS Hồ Chí Minh, Chủ nhiệm Ủy ban Quốc gia về Thanh niên Việt Nam. | 37 tuổi       |                                                                         |
| 22 tháng 5 năm 2016 | Khóa XIV      | Đơn vị bầu cử số 01, tỉnh Đồng Nai     | Đảng Cộng sản Việt Nam | 68,41 % | Ủy viên Bộ Chính trị, Bí thư Trung ương Đảng, Trưởng Ban Tuyên giáo Trung ương | 46 tuổi       |                                                                         |
| 23 tháng 5 năm 2021 | Khóa XV       | Đơn vị bầu cử số 01, thành phố Đà Nẵng | Đảng Cộng sản Việt Nam | 83,04 % | Ủy viên Bộ Chính trị; Chủ tịch nước; Chủ tịch Hội đồng Quốc phòng An ninh, Tổng tư lệnh các lực lượng vũ trang Việt Nam; Trưởng Ban Chỉ đạo Cải cách Tư pháp Trung ương;                                                                | 51 tuổi       | Thôi làm Đại biểu Quốc hội từ ngày 21 tháng 3 năm 2024 vì lý do cá nhân |

## Tác phẩm

### Bài báo
1. Võ Văn Thưởng, Hội nghị toàn quốc tổng kết công tác kiểm tra, giám sát năm 2022; triển khai nhiệm vụ năm 2023. Tạp chí Kiểm tra - Số 2 (2023), tr.2-4
2. Võ Văn Thưởng, Quyết định số 89-QD/TW về ban hành quy trình kiểm tra, giám sát, thi hành kỷ luật đảng, giải quyết tố cáo, khiếu nại kỷ luật đảng của cấp ủy tỉnh và tương đương đến cơ sở. Tạp chí Kiểm tra - Số 2 (2023). tr.19-28
3. Võ Văn Thưởng, Quyết định số 35-QĐ/TW, ban hành Quy trình giải quyết khiếu nại kỷ luật đảng của Ban Chấp hành Trung ương, Bộ Chính trị, Ban Bí thư. Tạp chí Kiểm tra - Số 4 (2022) - tr.5-7
4. Võ Văn Thưởng, Uy tín, vị thế của Ngành Kiểm tra Đảng ngày càng được đề cao, Tạp chí Kiểm tra - Số 1 (2022), tr. 5-11
5. Võ Văn Thưởng, Tiếp tục triển khai mạnh mẽ và toàn diện các mặt công tác, hoàn thành xuất sắc nhiệm vụ năm học, đóng góp to lớn hơn nữa vào sự nghiệp xây dựng và bảo vệ tổ quốc. Tạp chí Lý luận Chính trị - số 9 (2021) - tr.3-7
6. Võ Văn Thưởng, Sớm đưa nghị quyết đại hội XIII vào thực tiễn cuộc sống. Tạp chí Tuyên giáo - Số 4 (2021) - tr.3-7
7. Võ Văn Thưởng, Ngành Tuyên giáo đóng góp tích cực vào thành công của Đại hội Đảng, Tạp chí Tuyên giáo - Số 1 (2021), tr.3-6
8. Võ Văn Thưởng, Đảng Cộng sản Việt Nam khởi xướng và lãnh đạo công cuộc đổi mới, phát triển đất nước vững bước đi lên chủ nghĩa xã hội . Tạp chí Cộng sản - Số 910 (2018), tr.3-11
9. Võ Văn Thưởng, Sống bền vững của Tuyên ngôn của Đảng cộng sản. Tạp chí Lịch sử Đảng - Số 3 (2018) - tr.5-8
10. Võ Văn Thưởng, Cách mạng Tháng Mười Nga và sức sống của chủ nghĩa xã hội trong thời đại ngày nay / Võ Văn Thưởng; // Tạp chí Cộng sản - Số 901 (2017), tr.7-10
11. Võ Văn Thưởng, Cách mạng Tháng Mười Nga và sức sống của chủ nghĩa xã hội trong thời đại ngày nay. Tạp chí Lý luận chính trị - Số 11 (2017), tr.3-7
12. Võ Văn Thưởng, Nâng cao chất lượng, hiệu quả công tác tư tưởng, lý luận, chủ động phòng ngừa, đấu tranh với những biểu hiện "tự diễn biến", "tự chuyển hóa". Tạp chíCộng sản - Số 895 (2017), tr.3-9
13. Võ Văn Thưởng,Tích cực, chủ động, sáng tạo đổi mới nội dung, phương thức công tác tuyên giáo, góp phần sớm đưa nghị quyết đại hội XII của Đảng vào cuộc sống. Tạp chí Cộng sản - Số 884 (2016), tr.13-19
14. Võ Văn Thưởng, TP. Hồ Chí Minh: Hoàn thành đại hội cấp trên cơ sở với nhiều kết quả và kinh nghiệm. Tạp chí Xây dựng Đảng - Số 10 (2015), tr.17-20
15. Võ Văn Thưởng, Mở rộng hợp tác và giao lưu quốc tế của thanh niên Việt Nam trong thời kỳ hiện nay. Tạp chí Thông tin Đối ngoại - Số 3 (2011), tr.24-27.
16. Võ Văn Thưởng, Tuổi trẻ nỗ lực phấn đấu hoàn thành mục tiêu Năm Thanh niên, Tạp chí Tuyên Giáo - Số 3 (2011), tr.64-67
17. Võ Văn Thưởng, Phát huy truyền thống vẻ vang, xây dựng đoàn thanh niên cộng sản Hồ Chí Minh thực sự vững mạnh, xứng đáng là đội dự bị tin cậy của đảng, là trường học xã hội chủ nghĩa của tuổi trẻ Việt Nam. Tạp chí Cộng sản - Số 821 (2011), tr.23-28